# 卡布堯
卡布堯（英語：Cabuyao，/kɑːbuːˈjɑːw/，[kabuˈjɐw]，菲律賓語： ISO: PH-40; PSGC: 043404000）是菲律賓內湖省的一座城市，2010年人口普查時有248,436居民。
卡布堯市菲律賓最富有的城市之一，其居民許多都是從事工業勞動的移民。雀巢、亞洲啤酒、生力公司、惠氏公司、寶潔公司在卡布堯都有辦公處，此外還有著輕工業園和卡布堯大學、內湖省馬來學院等教育機構。
卡布堯雖然在16世紀就已存在，但一直只是作為鎮存在的。直到菲律賓頒佈公共法案第10163號，卡布堯鎮才在2012年8月4日取得城市地位。

## 外部連結
- 卡布堯市官方網站
- 內湖省官網上的卡布堯
- 菲律賓標準地理代碼（页面存档备份，存于）
- 當地政府表現管理系統